# Jay Van Andel
Jay Van Andel (3 de junio de 1924 - 7 de diciembre de 2004) fue un empresario estadounidense, cofundador del Amway Corporation, junto con Richard DeVos. También se desempeñó como Presidente de la Cámara de Comercio de los EE. UU. desde 1979 hasta 1980 y luego como miembro de su Consejo Superior 1980-1985.
También fue conocido por financiar las misiones religiosas y las causas políticas conservadoras, incluido el Partido Republicano.

## Amway
En 1949, Van Andel y DeVos se vuelven distribuidores de suplementos dietéticos de Nutrilite. Agregaron productos incluyendo Liquid Organic Cleaner, para su línea principal de productos de limpieza en 1958. En 1959, la "Asociación American Way" se inició en los sótanos de las casas de Van Andel y DeVos, y más tarde se formó ese año "Amway Sales Corporation" . Una estación de servicio se convirtió en el primer edificio de oficinas de Amway en 1960.
Hoy en día, Amway es una empresa multinacional de marketing multinivel que vende una variedad de salud, belleza y cuidado del hogar.

## Van Andel Institute
En 1996, Van Andel fundó Instituto Van Andel con su esposa Betty. El 501 (c) (3) sin fines de lucro se encuentra en Grand Rapids, Michigan, y se centra en la investigación de enfermedades y la educación científica. Los investigadores buscan formas de diagnosticar y tratar las enfermedades, principalmente el cáncer y las enfermedades neurodegenerativas como el Parkinson mejor. Los programas de educación buscan inspirar y preparar a los estudiantes para convertirse en la próxima generación de investigadores.

## Filantropía y Servicio Público
Desde 1985 , Van Andel fue miembro de la Heritage Foundation, y fue en el momento de su muerte, un administrador de la tradicionalmente conservadora Universidad de Hillsdale. Un fuerte partidario del Partido Republicano, Van Andel contribuyó con $ 2 millones a la campaña de reelección del presidente George W. Bush, y $ 475,000 al Partido Republicano del Estado de Míchigan (en su mayoría a los candidatos para la legislatura estatal ) sólo en 2004. Fue conocido por su amistad con el expresidente Gerald R. Ford, residente de Grand Rapids desde hace mucho tiempo, quien lamentó su muerte y lo llamó " un gran hombre de familia y un líder mundial en el campo de los negocios ". Steve Forbes escribió sobre Van Andel, "Ya sea en los negocios o la filantropía, Van Andel entiende que el objetivo principal era el de servir a las necesidades y deseos de otras personas. Él mejor modelo de América." Jay Van Andel se desempeñó como director de la Fundación Gerald R. Ford.
Además de Amway, Van Andel persiguió muchas otras empresas de negocio a lo largo de su vida. Se desempeñó como presidente de la Cámara de Comercio de EE. UU. Estaba particularmente interesado en dejar su huella en la ciudad de Grand Rapids, y su nombre aparece en los monumentos históricos de la ciudad. Después de comprar el 65 -year-old, Pantlind hotel en 1978, él y DeVos construyeron una torre de 29 pisos y fue reabierto como el Amway Grand Plaza Hotel.
Él donó fondos sustanciales para construir el Van Andel Museum Center para albergar el Museo Público de Grand Rapids en 1994. Él donó 11.500.000 dólares para los gastos de Van Andel Arena Central $ 75 millones.
Es un miembro de la Iglesia Cristiana Reformada, Van Andel tenía un interés de por vida en las causas cristianas.

## Muerte
Van Andel y su esposa Betty murieron ambos en 2004; Betty tuvo la enfermedad de Alzheimer, y Jay tenía Parkinson.